# Pandaun
Pandaun (nep. पाण्डौन) – gaun wikas samiti w zachodniej części Nepalu w strefie Seti w dystrykcie Kailali. Według nepalskiego spisu powszechnego z 2001 roku liczył on 655 gospodarstw domowych i 3830 mieszkańców (1875 kobiet i 1955 mężczyzn).